# التبقع الزاوي في القطن
مرض التبقع الزاوي في القطن ويعرف أيضاً باسم مرض اللفحة البكتيرية في القطن هو من أمراض القطن المهمة ذات انتشار عالمي ويمكن أن يسبب خسائر في الإنتاج تصل إلى 10% من المحصول، شدة الأعراض والخسائر تعتمد على الظروف البيئية التي يمكن أن تزيد من نسبة الخسائر في المنتوج.